# Lê Yên
Lê Yên tên thật Lê Đình Yên (1917 - 1998) là một nhạc sĩ tiền chiến nổi tiếng, thuộc thế hệ tiên phong của tân nhạc Việt Nam. Ông là tác giả của những ca khúc Bẽ bàng, Xuân nghệ sĩ hành khúc, Ngựa phi đường xa...
Lê Yên sinh ngày 30 tháng 7 năm 1917 tại Đông Yên, Quốc Oai, Sơn Tây (nay thuộc Hà Nội). Ông tự học nhạc từ khi 14, 15 tuổi và biết kéo violon, violoncelle để tham gia vào các ban nhạc tài tử lúc đó, trình tấu nhạc cổ điển.
Lê Yên thuộc nhóm Tricéa cùng với Văn Chung và Doãn Mẫn. Họ cùng nhau chơi nhạc và bắt đầu sáng tác khi tân nhạc chưa chính thức hình thành. Lê Yên viết những ca khúc đầu tay Vườn xuân, Một ngày vui khi 18 tuổi, vào năm 1935.
Năm 1935 ông viết bản Bẽ bàng, năm 1937 viết Xuân nghệ sĩ hành khúc và 1945 bài Ngựa phi đường xa. Những nhạc phẩm này vẫn được các ca sĩ của Sài Gòn trước 1975 trình diễn. Ngựa phi đường xa là một trong những ca khúc ban Thăng Long trình bày được khán giả yêu thích nhất.
Sau khi Cách mạng Tháng Tám thành công, Lê Yên có những ca khúc với nội dung mới mẻ Đoàn kỵ binh Việt Nam, Trận Đoan Hùng (1949), Bộ đội về làng (1950). Trong đó Bộ đội về làng được xem như một trong những sáng tác thành công của ông. Lê Yên còn phổ thơ cho nhiều bài như Nhớ (thơ Thanh Hải), Kể vè tướng Mỹ (thơ Tạ Hữu Yên), Ai về Hà Bắc quê ta (thơ Phùng Quốc Thụy)...
Ngoài lĩnh vực ca khúc, Lê Yên sáng tác nhạc cho sân khấu. Ông đã viết nhạc cho hàng chục vở tuồng, chèo, cải lương và đã bỏ nhiều công sức trong việc tìm tòi, nghiên cứu những sự thể hiện cũng như hình thành các mô hình âm nhạc cho sân khấu dân tộc. Một số vở được Lê Yên viết nhạc nổi tiếng như Cô gái Kinh Bắc (huy chương vàng Hội diễn nghệ thuật toàn quốc 1985), Âm vang trống đồng (1984). Ngoài ra ông còn viết nhạc cho một số bộ phim như Câu chuyện làng Vũ Đại, Bài ca trên vách đá...
Sau khi hòa bình lập lại ở miền Bắc, Lê Yên có sang học âm nhạc tại Liên Xô. Ông cũng là một trong những giảng viên đầu tiên của trường Âm nhạc Việt Nam, nay là Nhạc viện Hà Nội. Ngoài công việc sáng tác và giảng dạy, ông còn là một nhà nghiên cứu lý luận với nhiều tham luận về âm nhạc cho sân khấu truyền thống, viết các sách Kinh nghiệm phổ thơ, Đô rê mi tự học (chung với La Thăng)... góp phần phổ cập âm nhạc cho quần chúng và đào tạo nhiều thế hệ nhạc sĩ Việt.
Ông qua đời ngày 15 tháng 11 năm 1998 tại Hà Nội.
Năm 2007, ông được truy tặng Giải thưởng Nhà nước về văn học nghệ thuật.

## Tác phẩm
- Con mèo mà trèo cây cau (1947)
- Bẽ bàng
- Bộ đội về làng
- Đoàn kỵ binh Việt Nam
- Một ngày vui
- Ngựa phi đường xa
- Trận Đoan Hùng
- Vườn xuân
- Xuân nghệ sĩ hành khúc (Nghệ sĩ hành khúc ca)